# هدف اصلی
هدف اصلی فیلمی به کارگردانی قدرت‌الله صلح میرزایی و نویسندگی و تهیه‌کنندگی محمد نشاط محصول سال ۱۳۸۵ است.
این فیلم در ۷ آذر ۱۳۸۶ در سینماهای ایران اکران شده است.

## خلاصه فیلم
درباره جوانی رزمی کار که برای رسیدن به دختر مورد علاقه خود با خواستگار ان دختر درگیر می شود و خواستگار را با استفاده از فنون رزمی خود مجروح میکند،خواستگار که غرور خود را جریحه دار می بینید برای گرفتن انتقام تصمیم میگیرد که برای یادگیری فنون رزمی نزد استاد بزرگ رزمی برود که در نهایت و… 

## بازیگران
| نام بازیگر     | نقش (کارکتر)      |
| اکبر عبدی      | اکبر              |
| سیروس گرجستانی | یراق چی           |
| حدیث فولادوند  | شادی              |
| آناهیتا نعمتی  | بهار              |
| پوراندخت مهیمن | مادر سامان        |
| جمشید شاه‌محمدی | پدر سامان         |
| زهره حمیدی     | مادر شادی         |
| امیرحسین آرمان | سامان             |
| امیر مرتضوی    | امیر              |
| کامران پیرنیا  | استاد امیر (سی‌فو) |
| -------------- | ----------------- |